# إدوارد لويس (كاتب)
إدوارد لويس (بالإنجليزية: Edward Lewis)‏ هو منتج أفلام وكاتب أمريكي، ولد في 1920.

## وصلات خارجية
- إدوارد لويس على موقع IMDb (الإنجليزية)
- إدوارد لويس على موقع قاعدة بيانات الفيلم (الإنجليزية)